# Şah-İsmayıl-Orden
Der Şah-İsmayıl-Orden (aserbaidschanisch: “Şah İsmayıl” ordeni, auf Deutsch: Schah-Ismail-Orden oder Orden des Schah Ismail) ist ein Orden der Republik Aserbaidschan. Bei seiner Einführung 1993 war er der zweithöchste von vier Orden der Republik Aserbaidschan; seit 2017 ist er der dritthöchste von zehn Orden der Republik. Er ist der höchste militärische Verdienstorden der Republik Aserbaidschan.

## Geschichte
Am 10. November 1992 bestätigte die Nationalversammlung Aserbaidschans das Dekret Nr. 370 des zweiten aserbaidschanischen Präsidenten Əbülfəz Elçibəy über „die Einrichtung von Orden und Medaillen der Republik Aserbaidschan“ (Azərbaycan Respublikasının orden və medallarının təsis edilməsi haqqında) mit den anfänglichen vier Orden İstiqlal, Şah İsmayıl, Azərbaycan Bayrağı und Şöhrət. Mit dem Dekret Nr. 755 des dritten aserbaidschanischen Präsidenten Heydər Əliyev vom 6. Dezember 1993 über die „Genehmigung des Statuts und der Beschreibung des Şah-İsmayıl-Ordens der Republik Aserbaidschan“ (Azərbaycan Respublikasının “Şah İsmayıl” ordeninin statutunun və təsvirinin təsdiq edilməsi haqqında) wurde der Orden offiziell gestiftet.
Die erste Überarbeitung erhielt der Şah-İsmayıl-Orden am 6. Februar 1998 durch das Änderungsdekret Nr. 429-IQD. Mit dem Dekret Nr. 64-VQD vom 18. Dezember 2015 erhielt der Şah-İsmayıl-Orden zum zweiten Mal eine Überarbeitung.

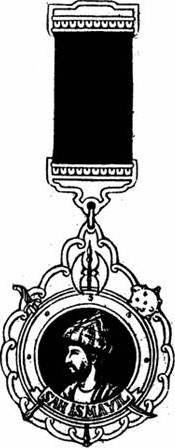
1993 bis 1998
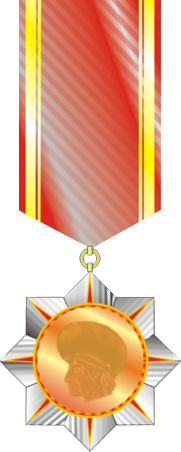
1998 bis 2015
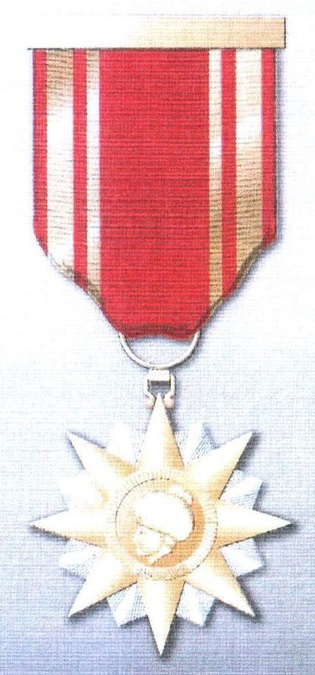
Seit 2015

## Verleihungskriterien und Tragweise
Übersetzung:
1. Mit dem ‚Şah-İsmayıl‘-Orden, dem höchsten militärischen Orden der Republik Aserbaidschan, werden hochrangige Generäle und Offiziere der Streitkräfte Aserbaidschans ausgezeichnet.
2. Der ‚Şah-İsmayıl‘-Orden wird verliehen:
für besondere Dienste bei der Organisation und der Stärkung der Streitkräfte der Republik Aserbaidschan;
für besondere Leistungen zur Gewährleistung und dem Schutz der territorialen Integrität der Republik Aserbaidschan;
für einen hervorragenden Militärdienst;
für besondere Leistungen bei Notsituationen in der Republik.
3. Der ‚Şah-İsmayıl‘-Orden wird auf der linken Seite der Brust und in Anwesenheit anderer Orden und Medaillen der Aserbaidschanischen Republik nach dem ‚İstiqlal‘-Orden getragen.